# Nemesia macroceras
Nemesia macroceras är en flenörtsväxtart som beskrevs av Rudolf Schlechter. Nemesia macroceras ingår i släktet nemesior, och familjen flenörtsväxter. Inga underarter finns listade i Catalogue of Life.